# Piotr Wu Anbang
Piotr Wu Anbang OFS (chiń. 武安邦伯鐸) (ur. ok. 1860 r. w Taiyuan, w Chinach –  zm. 9 lipca 1900 r. tamże) – tercjarz franciszkański, męczennik, święty Kościoła katolickiego. 

## Życiorys
Piotr Wu Anbang pochodził z rodziny katolickiej od wielu pokoleń. Jego ojcem był Wu Gende. Początkowo Piotr Wu Anbang zamierzał zostać księdzem. Zamiast tego zaczął służyć w katedrze w Taiyuan. Nigdy nie stracił pragnienia nauki, a nawet pisał wiersze. Porządkował i kopiował dokumenty dla biskupa Ai i służył jako katechista.
28 czerwca 1900 r. w czasie prześladowań biskup wysłał go razem z drugim służącym, żeby zanieśli pieniądze dla księży uciekających do wsi Changgou. W drodze spotkali żołnierzy, którzy ich zatrzymali, zabrali pieniądze i próbowali zmusić do wyrzeczenia się wiary. Ponieważ odmówili, żołnierze zaczęli ich bić, ale później złagodnieli i obiecali ich wypuścić jeśli obiecają, że nigdy więcej nie będą służyć cudzoziemcom. Po przedyskutowaniu tej propozycji doszli do wniosku, że nie oznacza to wyrzeczenia się wiary i obiecali porzucić swoją pracę. Zostali uwolnieni. Po powrocie do katedry pozostali w środku. Zarządca prowincji Shanxi Yuxian nienawidził chrześcijan. Z jego polecenia biskup Grzegorz Grassi został aresztowany razem z 2 innymi biskupami (Franciszek Fogolla, Eliasz Facchini), 3 księżmi, 7 zakonnicami, 7 seminarzystami, 10 świeckimi pomocnikami misji i kilkoma wdowami. Aresztowano również protestanckich duchownych razem z ich rodzinami. Wśród aresztowanych znalazł Piotr Wu Anbang. Został stracony razem z biskupem i innymi katolikami z rozkazu gubernatora Shanxi 9 lipca 1900 r. W tym dniu zabito łącznie 26 męczenników. W styczniu 1901 r. nowy zarządca prowincji urządził ich uroczysty pogrzeb.

## Dzień wspomnienia
9 lipca w grupie 120 męczenników chińskich.

## Proces beatyfikacyjny i kanonizacyjny
Beatyfikowany 24 listopada 1946 r. przez Piusa XII w grupie Grzegorz Grassi i 28 Towarzyszy. Kanonizowani w grupie 120 męczenników chińskich 1 października 2000 r. przez Jana Pawła II.